# Juan Acosta
Juan Acosta Umazabal (ur. 16 kwietnia 1907 w Santiago, zm. 20 września 1994 tamże) – chilijski lekkoatleta, długodystansowiec.
Podczas igrzysk olimpijskich w Berlinie (1936) nie ukończył biegu maratońskiego.